# Benārkabūd-e Yek
Benārkabūd-e Yek (persiska: بنار کبود یک) är en ort i Iran.   Den ligger i provinsen Lorestan, i den västra delen av landet, 400 km sydväst om huvudstaden Teheran. Benārkabūd-e Yek ligger 1 200 meter över havet och antalet invånare är 114.
Terrängen runt Benārkabūd-e Yek är kuperad. Runt Benārkabūd-e Yek är det ganska tätbefolkat, med 72 invånare per kvadratkilometer. Närmaste större samhälle är Vasīān, 18,4 km öster om Benārkabūd-e Yek. Omgivningarna runt Benārkabūd-e Yek är i huvudsak ett öppet busklandskap.